# Портнягино (Кемеровская область)
Портнягино — деревня в Промышленновском районе Кемеровской области. Входит в состав Калинкинского сельского поселения.

## География
Центральная часть населённого пункта расположена на высоте 160 метров над уровнем моря.

## Население
По данным Всероссийской переписи населения 2010 года, в деревне Портнягино проживает 220 человек (106 мужчин, 114 женщины).